# Lucea
Lucea è un comune della Giamaica, situato nella parrocchia di Hanover, della quale è il capoluogo.